# Melilitolita
Les melilitolites són roques ígnies plutòniques i ultramàfiques que formen part del grup de les roques melilítiques. Estan constituïdes essencialment de melilita, piroxè i olivina. En les melilitolites, la melilita representa més d'un 10% en contingut modal i sempre supera en percentatge els foids. Les melilitolites sensu stricto contenen més d'un 80% de melilita modal.

## Varietats
Les melilites presenten diferents varietats segons la composició mineral que presenten: les kudgites són melilitolites amb un contingut d'olivina superior al 10%, mentre que les okaïtes o melilitolites haüyniques presenten més d'un 10% d'haüyna però sempre més melilita que aquest darrer mineral. Les turjaïtes o melilitolites nefelíniques són melilitolites amb més d'un 10% de nefelina, però sempre amb més melilita que nefelina; les afrikandites presenten més d'un 10% de perovskita. Aquelles melilitolites que presenten més d'un 65% de melilita també reben el nom d'ultramelilitolites. Les melilitolites també presenten varietats segons la seva textura: les uncompahrites són melilitolites de gra groller amb un contingut de piroxè superior al 10%.